# Jacques Redard
Jacques Redard (21 novembre 1933) è un ex cestista svizzero.

## Carriera
Con la Svizzera ha disputato le Olimpiadi di Helsinki 1952 e due edizioni dei Campionati europei (1953, 1955).